# 1461 Trabzon
O 1461 Trabzon foi um clube de futebol turco sediado na cidade de Trebizonda, capital da província homônima Suas cores oficiais eram o grená e o azul. Atualmente, o clube não disputa mais nenhuma divisão profissional do sistema de ligas de futebol do país após ter sido rebaixado na TFF 3. Lig ao final da temporada 2018–19.
Enquanto atuava profissionalmente, mandou seus jogos no Ahmet Suat Özyazıcı Stadyumu, estádio com capacidade para comportar apenas 1 200 espectadores.

## História
Originalmente fundado em 1998 como Değirmenderespor e oficialmente rebatizado para o nome atual em 2008 após sua aquisição pelo Trabzonspor, tradicional clube da cidade e um dos maiores da Turquia, sendo atualmente um clube subsidiário deste último. A atual denominação faz referência à data histórica de 1461, em que o Império de Trebizonda foi invadido e ocupado pelo Império Otomano.
Em 2020, após ser rebaixado da Quarta Divisão Turca, a diretoria do clube decidiu não participar das Ligas Regionais Amadoras, encerrando suas atividades profissionais em definitivo.

### Feitos notáveis

#### Copa da Turquia
Na temporada 2012–13 pela Copa da Turquia, o clube venceu e eliminou o gigante Galatasaray pela 5ª rodada dos playoffs e classificou-se para a fase de grupos da competição, onde surpreendeu o Fenerbahçe, clube que viria a sagrar-se vencedor da competição, ao vencer fora de casa por  2–3. Entretanto, apesar de tais façanhas, o clube terminou na 3ª posição no grupo A, onde somente as 2 melhores equipes classificavam-se para as semifinais e acabou eliminado da disputa. 

#### Acesso negado à Süper Lig
Nessa mesma temporada, o clube terminou na 3ª colocação da Segunda Divisão Turca após vencer os playoffs de acesso, o que em circunstâncias normais garantiria ao clube que encerrou o campeonato nessa posição o acesso à Primeira Divisão Turca. No entanto, sendo o 1461 Trabzon um clube subsidiário do gigante Trabzonspor, foi impedido pela Federação Turca de Futebol de disputar a Süper Lig como forma de coibir um caso em potencial de conflito de interesses.

## Títulos
- Quarta Divisão Turca (1): 2006–07
- Terceira Divisão Turca (1): 2011–12

### Campanhas de destaque
- Vencedor dos Playoffs da Segunda Divisão Turca (1): 2012–13
- Vencedor dos Playoffs da Terceira Divisão Turca (1): 2014–15